# Unto Mononen

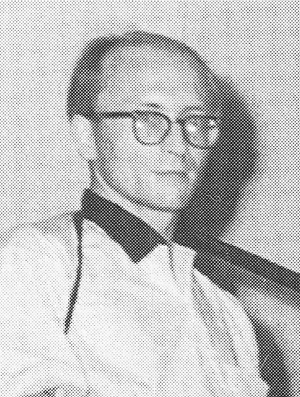
Unto Mononen 1959.

Unto Uuno (till 1959 Uuno Unto) Mononen, född 23 oktober 1930 i Mola (finska Muolaa) i Viborgs län (i nuvarande Ryssland), död 28 juni 1968 i Somero, var en finländsk kompositör, sångtextförfattare och musiker. Mononen är mest känd för att ha komponerat och textförfattat tangon Satumaa.

## Biografi
Mononen är, vid sidan om Toivo Kärki, Finlands viktigaste kompositör inom tangogenren. Han studerade kyrkomusik i Åbo, men fullföljde aldrig studierna. Som tonsättare var han självlärd och arbetade som musiker vid lokala dansband. Under en tid var han sångsolist, men förlorade sin sångröst. De första av honom gjorda kompositionerna såldes till ett skivbolag 1950. Till en början hade han ringa framgång som kompositör, men när Henry Theel 1955 gjorde en inspelning med Mononens Satumaa började karriären vända. Det verkliga genombrottet kom dock sju år senare när Reijo Taipale gjorde en skivinspelning med Satumaa. Mot slutet av sitt liv led Mononen av allvarliga alkoholproblem och avled den 28 juni 1968 efter att ha skjutit sig med en pistol. Det är omtvistat om det rörde sig om en olycka eller ett självmord.
Till minne av Unto Mononen restes ett minnesmärke över honom i Somero 1996.